# Peter Sellars
Peter Sellars, född 27 september 1957 i Pittsburgh i Pennsylvania, är en amerikansk regissör. Han har uppmärksammats bland annat för sina iscensättningar av klassiska och moderna operor och pjäser i nya versioner och miljöer. Detta har gjort honom omstridd och kontroversiell.
Sellars har bland annat iscensatt Figaros bröllop i en skyskrapa i New York och Don Giovanni i Harlem. Han har regisserat en uppsättning av Wagners Tristan och Isolde på Östersjöfestivalen i Stockholm och har samarbetat med bland andra Kaija Saariaho. Sellars närmaste samarbetspartner är dock tonsättaren John Adams.
1998 tilldelades han Erasmuspriset och 2005 fick han Dorothy och Lillian Gish-priset. 2014 tilldelades han Polarpriset tillsammans med Chuck Berry. Chuck Berry kunde dock inte närvara vid ceremonin. Sellars framhölls av juryn då han "synliggör musik och presenterar den i ny kontext".